# 马庄村 (章丘市)
马庄村，中华人民共和国山东省济南市章丘市高官寨镇所辖的一个行政村。全行政村人口471户，1771人。耕地面积3630亩。行政区划代码370181114202。